# Tel Quel
Tel Quel ("Tal qual" en català) va ser una revista literària d'avantguarda fundada a París el 1960 per Philippe Sollers i Jean-Edern Haller. La va publicar l’editorial parisenca Éditions du Seuil. Va deixar de publicar-se el 1982 i va ser continuada sota la forma d'un nou periòdic, titulat L'Infini.

## Continguts
La revista pretenia donar rellevància a reinterpretacions en clau avantguardista de la història literària clàssica.
Els escrits publicats a Tel Quel estaven generalment influïts per un seguit d'escriptors revolucionaris que tenien en comú la voluntat de criticar dràsticament les condicions de la seva època. Entre aquests pensadors figuren Immanuel Kant, Jean-Jacques Rousseau, G.W.F. Hegel, Karl Marx, Sigmund Freud, Vladímir Lenin, Friedrich Nietzsche, Franz Kafka, Antonin Artaud, el Comte de Lautréamont, Georges Bataille, James Joyce i Jacques Lacan.
Els escriptors que contribuïen a la revista tocaven temes diversos però, com es desprèn del seu títol, la major part d'aquests texts abordaven els seus temes de la manera més directa, posant èmfasi en el llenguatge com a metàfora i la desconstrucció dels sistemes de control social i de masses. Els temes de semiòtica i lingüística van ocupar bona part de les preocupacions dels seus autors, interessats en la mediació del món per part del llenguatge, juntament amb el vessant polític del fet artístic i literari.

## Col·laboradors
Al seu comitè editorial figuraven Philippe Sollers, Jean-Edern Hallier, Jean-René Hugenin, Jean Ricardou, Jean Thibaudeau, Michel Deguy, Marcelin Pleynet, Denis Roche, Jean-Louis Baudry, Jean-Pierre Faye, Jacqueline Risset, François Wahl i Julia Kristeva.
Entre els seus autors es compten alguns dels pensadors més rellevants del seu moment: Roland Barthes, Maurice Blanchot, Jacques Derrida, Jean Cayrol, Jean-Pierre Faye, Bernard-Henri Lévy, Maurice Roche, Tzvetan Todorov, Francis Ponge, Umberto Eco, Gérard Genette, Pierre Boulez, Pierre Guyotat, Severo Sarduy i Shoshana Felman, a més dels ja anomenats Kristeva, Sollers i Pleynet.